# 大阪プロレス王座
大阪プロレス王座（おおさかプロレスおうざ）は、大阪プロレスが管理、認定している王座。

## 歴史
1999年、大阪プロレス王座を創設。
2000年1月4日、大阪プロレス大阪府立門真スポーツセンターサブアリーナ大会で行われた初代王座決定戦に勝利したスペル・デルフィンが初代王者になった。
2019年1月18日、王座名を大阪無差別級王座に変更。
2022年2月6日、王座名を大阪プロレス王座に変更。4月29日、大阪プロレスアゼリア大正大会で新しくなったチャンピオンベルトが披露されて王者の三原一晃に贈呈された。

## 歴代王者

### 大阪プロレス王座
| 歴代   | 選手                   | 戴冠回数 | 防衛回数 | 獲得日付       | 獲得場所 （対戦相手・その他）                         |
| ------ | ---------------------- | -------- | -------- | -------------- | ----------------------------------------------------- |
| 初代   | スペル・デルフィン     | 1        | 1        | 2000年1月4日   | 大阪府立門真スポーツセンターサブアリーナ ディック東郷 |
| 第2代  | 村浜武洋               | 1        | 0        | 2000年5月7日   | 大田区体育館                                          |
| 第3代  | スペル・デルフィン     | 2        | 2        | 2000年6月18日  | NGKスタジオ                                           |
| 第4代  | Gamma                  | 1        | 1        | 2001年6月24日  | MOTHER HALL                                           |
| 第5代  | スペル・デルフィン     | 3        | 3        | 2002年1月3日   | 大阪府立臨海スポーツセンター 返上                     |
| 第6代  | 村浜武洋               | 2        | 3        | 2003年7月6日   | MOTHER HALL ツバサ                                    |
| 第7代  | 大王QUALLT             | 1        | 1        | 2004年4月17日  | 松下IMPホール                                         |
| 第8代  | ビリーケン・キッド     | 1        | 1        | 2004年8月8日   | 松下IMPホール 大王QUALLT、ゴアによる3WAYマッチ        |
| 第9代  | "ビックボス"MA-G-MA    | 1        | 0        | 2004年10月2日  | デルフィンアリーナ                                    |
| 第10代 | スーパードルフィン     | 1        | 3        | 2005年2月13日  | 大阪府立体育会館第2競技場                             |
| 第11代 | スペル・デルフィン     | 4        | 2        | 2006年2月26日  | 大阪府立門真スポーツセンターサブアリーナ              |
| 第12代 | ビリーケン・キッド     | 2        | 1        | 2006年8月26日  | デルフィンアリーナ                                    |
| 第13代 | タイガースマスク       | 1        | 6        | 2007年2月12日  | 大阪府立国際会議場イベントホール                      |
| 第14代 | 秀吉                   | 1        | 2        | 2008年7月26日  | デルフィンアリーナ道頓堀                              |
| 第15代 | ビリーケン・キッド     | 3        | 2        | 2009年2月15日  | 大阪府立体育会館第2競技場                             |
| 第16代 | ディック東郷           | 1        | 2        | 2009年7月25日  | 大阪ミナミ ムーブ・オン アリーナ                      |
| 第17代 | ビリーケン・キッド     | 4        | 2        | 2010年2月11日  | 大阪府立体育会館第2競技場                             |
| 第18代 | CIMA                   | 1        | 1        | 2010年6月18日  | 大阪ドームスカイホール                                |
| 第19代 | タイガースマスク       | 2        | 0        | 2010年7月29日  | 大阪ドームスカイホール                                |
| 第20代 | 空牙                   | 1        | 2        | 2010年8月28日  | 大阪府立体育会館第2競技場                             |
| 第21代 | タイガースマスク       | 3        | 1        | 2011年4月29日  | 松下IMPホール                                         |
| 第22代 | ビリーケン・キッド     | 5        | 2        | 2011年8月14日  | 大阪府立体育会館第2競技場                             |
| 第23代 | 原田大輔               | 1        | 0        | 2012年2月26日  | 松下IMPホール                                         |
| 第24代 | ブラックバファロー     | 1        | 0        | 2012年3月25日  | 松下IMPホール                                         |
| 第25代 | 原田大輔               | 2        | 1        | 2012年7月22日  | 大阪府立体育会館第2競技場 返上                        |
| 第26代 | タイガースマスク       | 4        | 0        | 2013年5月19日  | 松下IMPホール ビリーケン・キッド                      |
| 第27代 | クワイエット・ストーム | 1        | 1        | 2013年7月21日  | 松下IMPホール                                         |
| 第28代 | ゼウス                 | 1        | 1        | 2014年1月29日  | 松下IMPホール 返上                                    |
| 第29代 | タダスケ               | 1        | 1        | 2016年1月31日  | 港区民センター 怪獣ニューワールド                     |
| 第30代 | HUB                    | 2        | 3        | 2016年7月31日  | 此花区民ホール                                        |
| 第31代 | 串カツおやじ           | 1        | 1        | 2017年12月24日 | 此花区民ホール                                        |

### 大阪無差別級王座
| 歴代   | 選手     | 戴冠回数 | 防衛回数 | 獲得日付      | 獲得場所 （対戦相手・その他） |
| ------ | -------- | -------- | -------- | ------------- | ----------------------------- |
| 第32代 | ツバサ   | 1        | 2        | 2019年2月16日 | すみのえ舞昆ホール            |
| 第33代 | 三原一晃 | 1        | 0        | 2021年7月18日 | アクティブ・スクウェア・大東  |

### 大阪プロレス王座
| 歴代   | 選手                   | 戴冠回数 | 防衛回数 | 獲得日付       | 獲得場所 （対戦相手・その他）            |
| ------ | ---------------------- | -------- | -------- | -------------- | ---------------------------------------- |
| 第34代 | ゼウス                 | 2        | 2        | 2022年5月1日   | アゼリア大正 返上                        |
| 第35代 | クワイエット・ストーム | 2        | 2        | 2023年8月20日  | アゼリア大正 タイガースマスク            |
| 第36代 | ゼウス                 | 3        | 0        | 2024年8月24日  | アゼリア大正                             |
| 第37代 | TORU                   | 1        | 4        | 2024年12月29日 | 大阪府立門真スポーツセンターサブアリーナ |